# Nanantius
Nanantius is een geslacht van uitgestorven Australische vogels uit het Vroeg-Krijt (circa 110 miljoen jaar geleden).

## Vondst en naamgeving
In 1986 benoemde en beschreef Ralph Molnar de typesoort Nanantius eos. De geslachtsnaam is een samentrekking van het Latijn nanus, 'dwerg' en het Grieks enant~ als verwijzing naar het zijn van een kleine soort binnen de Enantiornithes. De soortaanduiding is het Oudgrieks ἠώς, èoos, 'dageraad'.
Het holotype QM F12992 is bij Warra Station in het westen van Queensland gevonden in een laag van de Toolebucformatie, mariene kalksteen die afgezet is tijdens het Albien. Het bestaat uit een linkertibiotarsus, het scheenbeen vergroeid met de bovenste enkelelementen. Molnar had het element ontdekt door het langzaam in een zuurbad oplossen van brokken kalksteen om kleine fossielen te vinden. Andere botten zijn later aan de soort toegewezen: QM F12991, een halswervel al gevonden in 1979 in hetzelfde brok kalksteen op vijf centimeter afstand van de tibiotarsus, en QM F16811, de bovenkant van een tweede tibiotarsus, in 1990 gevonden in de maag van een ichtyosauriër. In 1997 werd een derde tibiotarsus, specimen QM F31813, toegewezen aan een Nanantius sp.
In 1996 benoemde Ewgeni Koerotsjkin een tweede soort: Nanantius valifanovi, ter ere van Wladimir A. Alifanow, op basis van een gedeeltelijk skelet uit Mongolië, specimen PIN 4492-1. Later bleek die identiek te zijn aan Gobipteryx.

## Beschrijving
Nanantius eos heeft de grootte van een merel. De lichaamslengte is geschat op dertien à veertien centimeter. De tibiotarsus, waarvan onderaan een stuk van de schacht ontbreekt, heeft een lengte van ongeveer vierendertig millimeter.
Mogelijke onderscheidende kenmerken van het geslacht zijn: de schacht van de tibiotarsus is bol aan de buitenste zijkant; de aan de achterste bovenkant van de schacht bevindt zich een uitstaande richel, in bovenaanzicht met een positie tussen de cotylen, de achterste lobben, van het bovenvlak; de buitenste zijkant van de schacht van het scheenbeen heeft goed ontwikkelde beenkam, de crista fibularis; deze kam heeft langwerpige lengtegroeven aan voor- en achterzijde.
Door de breuk in het holotype is het lastig de precieze oriëntatie van de onderdelen vast te stellen. Molnar beschreef de bovenkant van het holotype als een kwartslag gedraaid ten opzichte van QM F31813, zodat de crista cnemialis aan de binnenkant zit, het typische aderkanaal zich aan de achterkant van de crista fibularis zou bevinden en een uitholling aan de buitenzijde van de crista cnemialis ontbreekt — maar wel een uitholling aan de voorzijde van de crista fibularis aanwezig is.
De tibiotarsus is zeer lang en slank, niet meer dan een paar millimeter breed. Aan de onderste voorkant is er een duidelijke groeve voor de opgaande tak van het sprongbeen. De onderste gewrichtsknobbels worden gescheiden door een zeer nauw trogje. De, volgens Molnar, binnenste gewrichtsknobbel is meer cilindervormig dan bij enig andere bekende enantiornithine.

## Fylogenie
Nanantius behoorde misschien tot de Enantiornithes, een groep van primitieve vogels die zich afzonderlijk van de moderne vogels ontwikkelde. Deze vogels waren in staat te vliegen en hun voeten hadden dezelfde bouw als die van de moderne vogels, maar daarentegen waren de structuur van het bekken en de gewrichten van de achterpoten afwijkend. Daarnaast hadden de Enantiornithines ook een getande bek. De groep Enantiornithines stierf aan het einde van het Krijt uit zonder afstammelingen na te laten. Daarbinnen is Nanantius wel in de Alexornithiformes geplaatst als lid van de Alexornithidae. Naar huidige inzichten zijn al deze plaatsingen echter hoogst onzeker. Het gaat in ieder geval om een theropode en gezien de lichte bouw, grootte en vergroeiing van de elementen zeer waarschijnlijk om een vogel.
Nanantius is de eerste Mesozoïsche  vogel op het continent Australië gevonden en vormde volgens Molnar een aanwijzing dat de faunae van Australië en Zuid-Amerika verwant waren.

## Levenswijze
Nanantius leefde net als de hedendaagse meeuwen dicht bij de zee, wat geconcludeerd wordt uit het feit dat de fossielen gevonden zijn in afzettingen van de Eromangazee. Eén exemplaar is zelfs in de maagstreek van een fossiele ichthyosauriër gevonden. Insecten en kleine vissen werden vermoedelijk door Nanantius gegeten.